# Gabriella Wilde
Gabriella Wilde, nome d'arte di Gabriella Zanna Vanessa Anstruther-Gough-Calthorpe (Basingstoke, 8 aprile 1989), è un'attrice e modella britannica.

## Biografia
I suoi genitori sono l'uomo d'affari John Austen Anstruther-Gough-Calthorpe e Vanessa Maria Teresa Hubbard. Ha una sorella minore, Ottavia, e cinque fratellastri: Georgiana, Isabella e Jacobi dal primo matrimonio del padre con Lady Mary-Gaye Curzon, e Olivia e Arabella dal primo matrimonio della madre con il baronetto gallese Dai Llewellyn.
Ha frequentato la Heathfield St Mary's School ad Ascot, ma venne sospesa e trasferita alla St Swithun's School a Winchester. Ha studiato arte alla City and Guilds of London Art School, abbandonando gli studi per seguire le carriere di modella e attrice.

### Vita privata
Si è fidanzata nel 2009 con il musicista Alan Pownall. Il 3 febbraio 2014 è nato il loro primo figlio, Sasha Blue Pownall. I due si sono sposati il 13 settembre 2014. Nel settembre 2016 è nato il loro secondogenito Shiloh Silva Pownall. Il 16 ottobre 2019 viene annunciata la nascita del loro terzo figlio.

## Carriera
Gabriella inizia la sua carriera come modella a 14 anni. È apparsa in campagne per L.K.Bennett, Lacoste, Abercrombie & Fitch, Burberry e Topshop. Ha inoltre posato per le riviste InStyle, Cosmopolitan, Vogue e Nylon.
Nel 2009 debutta come attrice nel film St Trinian's 2 - The Legend of Fritton's Gold e partecipa ad un episodio della nota serie televisiva Doctor Who. 
Nel 2011 interpreta Constance Bonacieux nel film I tre moschettieri, al fianco di Orlando Bloom, Milla Jovovich e Christoph Waltz.
Nel 2013 interpreta Sue Snell in Lo sguardo di Satana - Carrie, con Chloë Grace Moretz e Julianne Moore. 
Nel 2014 è protagonista, insieme ad Alex Pettyfer, del film Un amore senza fine, remake del film Amore senza fine del 1981, diretto da Franco Zeffirelli e con protagonisti Brooke Shields e Martin Hewitt.

## Filmografia

### Cinema
- St.Trinian's 2 - La leggenda del tesoro segreto (St Trinian's 2 - The Legend of Fritton's Gold), regia di Oliver Parker e Barnaby Thompson (2009)
- I tre moschettieri (The Three Musketeers), regia di Paul W. S. Anderson (2011)
- Lo sguardo di Satana - Carrie (Carrie), regia di Kimberly Peirce (2013)
- Un amore senza fine (Endless Love), regia di Shana Feste (2014)
- Squatters, regia di Martin Weisz (2014)
- Wonder Woman 1984, regia di Patty Jenkins (2020)

### Televisione
- Doctor Who – serie TV, episodio 5x06 (2010)
- Dark Horse, regia di Roland Emmerich – film TV (2012)
- Poldark – serie TV, 35 episodi (2016-2019)

### Cortometraggi
- Il maestro, regia di Jennie Paddon (2011)
- Gabriella Wilde for Estée Lauder, regia di Jordan Schiele (2015)

## Doppiatrici italiane
Nelle versioni in italiano dei suoi film, Gabriella Wilde è stata doppiata da: 
- Veronica Puccio ne I tre moschettieri, Squatters
- Giulia Tarquini in Carrie - Lo sguardo di Satana
- Rossa Caputo in Un amore senza fine
- Myriam Catania in Poldark
- Francesca Manicone in Wonder Woman 1984

## Ascendenza
|                                                      |                          |                                                       | Genitori                                             |  |  | Nonni |  |  | Bisnonni                                            |  |  | Trisnonni                        |  |
|                                                      |                          |                                                       |                                                      |  |  |       |  |  | sir Fitzroy Anstruther-Gough-Calthorpe, I baronetto |  |  | Robert Hamilton Lloyd-Anstruther |  |
|                                                      |                          |                                                       |                                                      |  |  |       |  |  | sir Fitzroy Anstruther-Gough-Calthorpe, I baronetto |  |  | Robert Hamilton Lloyd-Anstruther |  |
|                                                      |                          | Georgiana Fitzroy                                     |                                                      |  |  |       |  |  | sir Fitzroy Anstruther-Gough-Calthorpe, I baronetto |  |  |                                  |  |
| sir Richard Anstruther-Gough-Calthorpe, II baronetto |                          |                                                       |                                                      |  |  |       |  |  | sir Fitzroy Anstruther-Gough-Calthorpe, I baronetto |  |  |                                  |  |
|                                                      |                          | hon. Rachel Gough-Calthorpe                           | Augustus Gough-Calthorpe, VI barone Calthorpe        |  |  |       |  |  |                                                     |  |  |                                  |  |
|                                                      |                          | hon. Rachel Gough-Calthorpe                           | Augustus Gough-Calthorpe, VI barone Calthorpe        |  |  |       |  |  |                                                     |  |  |                                  |  |
|                                                      |                          | hon. Rachel Gough-Calthorpe                           | Maud Augusta Louisa Duncombe                         |  |  |       |  |  |                                                     |  |  |                                  |  |
| John Anstruther-Gough-Calthorpe                      |                          | hon. Rachel Gough-Calthorpe                           |                                                      |  |  |       |  |  |                                                     |  |  |                                  |  |
|                                                      |                          | Vernon Austen Malcolmson                              | George Forbes Malcolmson                             |  |  |       |  |  |                                                     |  |  |                                  |  |
|                                                      |                          | Vernon Austen Malcolmson                              | George Forbes Malcolmson                             |  |  |       |  |  |                                                     |  |  |                                  |  |
|                                                      |                          | Vernon Austen Malcolmson                              | Catherine Annesley Austen                            |  |  |       |  |  |                                                     |  |  |                                  |  |
| Nancy Moireach Malcolmson                            |                          | Vernon Austen Malcolmson                              |                                                      |  |  |       |  |  |                                                     |  |  |                                  |  |
|                                                      |                          | hon. Lillian Strutt                                   | Henry Strutt, II barone Belper                       |  |  |       |  |  |                                                     |  |  |                                  |  |
|                                                      |                          | hon. Lillian Strutt                                   | Henry Strutt, II barone Belper                       |  |  |       |  |  |                                                     |  |  |                                  |  |
|                                                      |                          | hon. Lillian Strutt                                   | lady Margaret Coke                                   |  |  |       |  |  |                                                     |  |  |                                  |  |
| Gabriella Anstruther-Gough-Calthorpe                 |                          | hon. Lillian Strutt                                   |                                                      |  |  |       |  |  |                                                     |  |  |                                  |  |
|                                                      | Theodore Stephen Hubbard | rev. Thomas Hubbard                                   |                                                      |  |  |       |  |  |                                                     |  |  |                                  |  |
|                                                      | Theodore Stephen Hubbard | rev. Thomas Hubbard                                   |                                                      |  |  |       |  |  |                                                     |  |  |                                  |  |
|                                                      | Theodore Stephen Hubbard | Emily Fanny Parish                                    |                                                      |  |  |       |  |  |                                                     |  |  |                                  |  |
| Theodore Bernard Peregrine Hubbard                   | Theodore Stephen Hubbard |                                                       |                                                      |  |  |       |  |  |                                                     |  |  |                                  |  |
|                                                      |                          | Lavinia Mary Bertie                                   | rev. lord Alberic Edward Bertie                      |  |  |       |  |  |                                                     |  |  |                                  |  |
|                                                      |                          | Lavinia Mary Bertie                                   | rev. lord Alberic Edward Bertie                      |  |  |       |  |  |                                                     |  |  |                                  |  |
|                                                      |                          | Lavinia Mary Bertie                                   | lady Caroline Elizabeth McDonnell                    |  |  |       |  |  |                                                     |  |  |                                  |  |
| Vanessa Mary Theresa Hubbard                         |                          | Lavinia Mary Bertie                                   |                                                      |  |  |       |  |  |                                                     |  |  |                                  |  |
|                                                      |                          | Bernard Fitzalan-Howard, III barone Howard di Glossop | Francis Fitzalan-Howard, II barone Howard di Glossop |  |  |       |  |  |                                                     |  |  |                                  |  |
|                                                      |                          | Bernard Fitzalan-Howard, III barone Howard di Glossop | Francis Fitzalan-Howard, II barone Howard di Glossop |  |  |       |  |  |                                                     |  |  |                                  |  |
|                                                      |                          | Bernard Fitzalan-Howard, III barone Howard di Glossop | Clara Louisa Greenwood                               |  |  |       |  |  |                                                     |  |  |                                  |  |
| lady Miriam Fitzalan-Howard                          |                          | Bernard Fitzalan-Howard, III barone Howard di Glossop |                                                      |  |  |       |  |  |                                                     |  |  |                                  |  |
|                                                      |                          | Mona Stapleton, XI baronessa Beaumont                 | Miles Stapleton, X barone Beaumont                   |  |  |       |  |  |                                                     |  |  |                                  |  |
|                                                      |                          | Mona Stapleton, XI baronessa Beaumont                 | Miles Stapleton, X barone Beaumont                   |  |  |       |  |  |                                                     |  |  |                                  |  |
|                                                      |                          | Mona Stapleton, XI baronessa Beaumont                 | Ethel Mary Tempest                                   |  |  |       |  |  |                                                     |  |  |                                  |  |
|                                                      |                          | Mona Stapleton, XI baronessa Beaumont                 |                                                      |  |  |       |  |  |                                                     |  |  |                                  |  |